# خواف
خواف (تلفظ: خاف) شهری در شمال شرقی کشور و جنوب شرقی استان خراسان رضوی است. نام قدیمی این شهر «رود» بوده است. این شهر مرکز شهرستان خواف است و ۲۷۰ کیلومتر با مشهد فاصله دارد. این شهر در دامنه‌های جنوبی رشته‌کوه کوهسرخ قرار دارد.

## تاریخچه
نام این شهر، «خواف» نوشته می‌شود و «خاف» خوانده می‌شود. تمامی جغرافی‌دانان عصر اسلام همچون یاقوت در «معجم‌البلدان»، مقدسی در «احسن‌التقاسیم»، حمدالله مستوفی در «نزهةالقلوب» و حافظ ابرو در «جغرافیای تاریخی» خواف را به‌همین شکل ضبط کرده‌اند. امروزه شهرستان خواف وسعتی در حدود یک‌دهم منطقه خواف قدیم را دارد. در گذشته تربت حیدریه و بخشی از مناطقی که اکنون در خاک افغانستان است جزء خواف بوده‌اند. خواف از نظر پیشینه تاریخی، پیش از اسلام جزئی از قلمرو پارت‌ها بوده و سابقه تاریخی‌اش به چندین هزار سال می‌رسد. به گزارش دکتر مشکور صاحب کتاب «ایران در عهد باستان» خواف در عهد اشکانیان و ساسانیان نیز جزء شهرهای آباد ایران بوده که از توابع مهم ابرشهر (نیشابور) محسوب می‌شده است. حاکم این ولایت «کنارنگ» نامیده می‌شده است. حافظ ابرو دانشمند و مورخ قرن هشتم و نهم خواف را چنین توصیف کرده است: خواف ناحیه‌ای است مشهور که مردمان بزرگ از آنجا برخاسته‌اند. از علما و ملوک و وزراء، جد اعلای محمد مظفر شاه شجاع از دهستان نشتیفان خواف بوده و ملک زوزن که مدتی در اواخر دولت خوارزمشاهیان حکومت کرد از زوزن خواف بوده است. در خواف مزارع و قراء بسیار است و کانی آهن دارد. مردم در آنجا اکثراً سنی حنفی و شیعه جعفری مذهبند و آب ایشان بیشتر از کاریز است. رودهای آب اندکند و درختان بسیار و ابریشم تهیه می‌شود و از میوه همه نوع باشد به‌خصوص پنبه، و انار نیز بسیار باشد. خواف محل عبور شاخه‌ای از جاده ابریشم به طول ۱۰ هزار کیلومتر است که در قرن اول قبل از میلاد از شهر «سیان» پایتخت چین و از طریق هرات به ایران وارد می‌شده است. ولایت خواف از سال ۱۲۴۹ ه‍.ق که هرات از ایران جدا شد به تابعیت شهر مشهد (استان خراسان رضوی کنونی) درآمد.

## جمعیت
بر پایه سرشماری عمومی نفوس و مسکن در سال ۱۳۹۵ جمعیت این شهر ۳۳٬۱۸۹ نفر (در ۸٬۹۹۹ خانوار) بوده است.

## اماکن تاریخی، آثار باستانی و جهانگردی

### جاذبه‌های طبیعی
- منطقه گردشگری خواجه یار

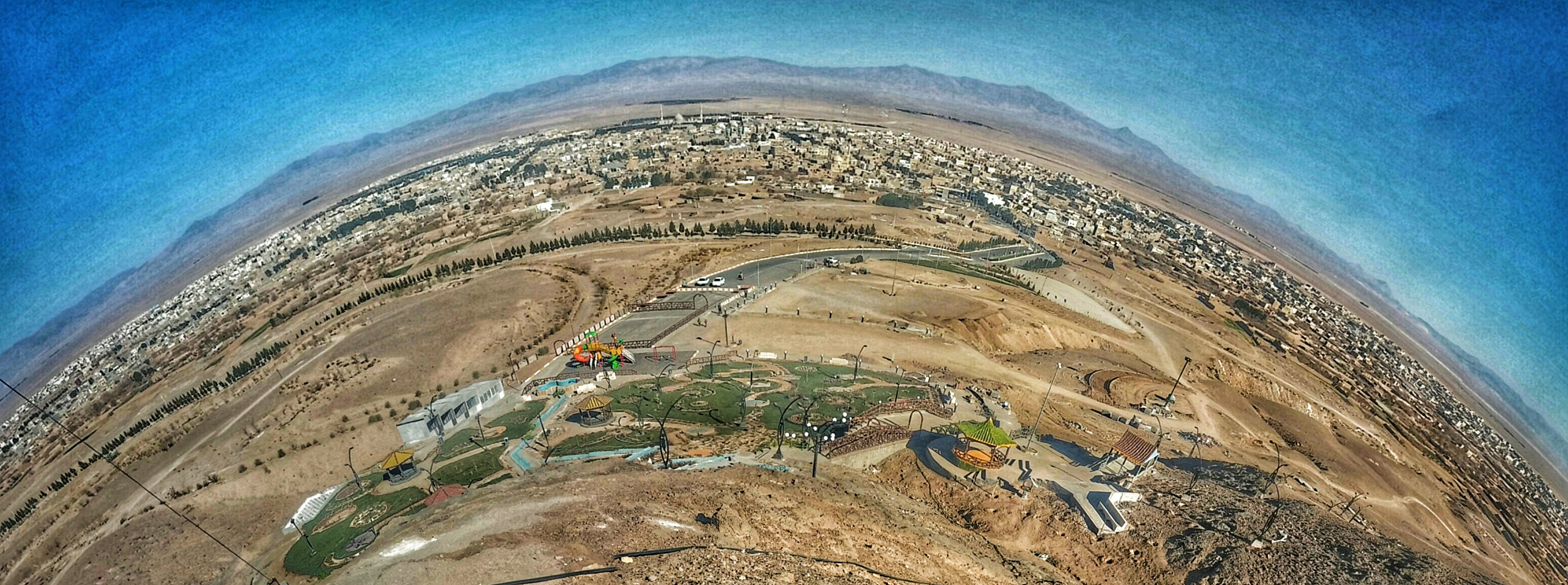
نمایی از شهر

در جنوب شهر خواف و در جوار رودخانه خواجه یار، در ارتفاعات مشرف به شهر منطقه کوهستانی و ییلاقی خواجه یار قرار گرفته است. این منطقه دارای فضایی سرسبز و خرم و با آب و هوایی مفرح است و در آن پارکی کوهستانی احداث گردیده است. این منطقه به عنوان تفریحگاهی کوهستانی مورد توجه اهالی شهرستان خواف می‌باشد.
- سد سده (تنگل سده)

در پایین دست روستای سده رودخانه فصلی بر این منطقه اطلاق نموده‌اند، در حوضه آبریز کوهستان شمال شرقی روستا، رودخانه فصلی وجود دارد که با عنوان تنگل سده معروف بوده و از سرچشمه‌های بالادست منشأ گرفته و با طی مسیر از حوضه باخرز وارد محدود تنگل سده گشته و با ورود به دشت سده از طریق آبراهه از بخش سلامی خارج شده و با گذشتن از بخش زوزن و شهرستان قائنات وارد تالابی در افغانستان می‌شود.
از سال ۱۳۸۰ تا کنون با احداث سد خاکی در تنگل سده، آب این رودخانه فصلی ذخیره می‌گردد. این سد در زمان سرریز شدن ۴۰متر عمق آب دارد.
- آبشار کفتردره سده

چشم‌اندازهای زیبای آبشار کفتر دره سده خواف در تنگل گله بید سده می‌باشد. تراکم پوشش گیاهی تنگل و سنگابه‌ها و آبگیرهای متعدد طبیعی در مسیر آبشار کفتر دره سده خواف، روح انسان را تازه می‌کند. در داخل این تنگل و ارتفاعات اطراف پرندگانی مثل زاغ نوک قرمز، سهره طلایی، کبوتر، بلبل توکا، سنگ چشم خاکستری و پستاندارانی مثل گراز، قوچ و میش وحشی، کل و بز وحشی و پلنگ مشاهده شده است. دسترسی به آبشار از طریق شهرستان خواف، روستای شهرک امکانپذیر است و از روستا تا محل آبشار نیز به ۲ ساعت پیاده‌روی است.
- مجموعه گردشگری کبودانی

مجموعه گردشگری کبودانی در هشت کیلومتری شهرستان خواف و در منطقه‌ای جلگه‌ای واقع شده است. این مجموعه مشتمل بر آرامگاه سلطان محمد کبودانی، عارف قرن هشتم و مسجدی تاریخی می‌باشد. منطقهٔ کبودانی از آب و هوایی مفرح و زمینی سرسبز و خرم برخوردار است و در تابستان‌ها مامنی برای تفریح اهالی شهرستان خواف به‌شمار می‌آید.
- آس بادهای نشتیفان

چرخش این آسیاب‌ها محتاج بادی قوی، مداوم و طولانی ۱۲۰ روزه سیستان است که مناطق استان‌های خراسان، به ویژه خواف تا نهبندان را دربرمی گیرد. اراضی کوهستانی و ناهموار شمال خراسان (نیشابور قدیم) و جنوب خراسان (قهستان قدیم) را باریکه پست و همواری از هم جدا می‌کند که عرض آن به‌طور متوسط حدود ۱۰۰ کیلومتر و ارتفاع آن از سطح دریا بین ۷۰۰ تا ۸۵۰ متر است. این عارضه جلگه‌ای که به مانند گذرگاهی عظیم به طول بیش از ۵۰۰ کیلومتر است از غرب به کویر نمک و شرق به دامنه‌های غربی رشته کوه هندوکش در افغانستان منتهی می‌شود. رودهای این سرزمین به خاطر مختصر آب شوری که دارد کال شور نامیده می‌شود و به زمین‌های آن به سبب بی‌حاصلی و شوره زار بودن در اصطلاح محلی (دق) اطلاق می‌گردد و عمده‌ترین نعمت‌های آن باد است. این باد در بهار از ارتفاعات پر برف و سرد «کوه بابا» در سلسله جبال هندوکش می‌وزد و با شتاب بسیار جای هوای گرم و سبک شده کویر نمک را پر می‌کند و در اصطلاح محلی به «باد کوه» معروف است. در واقع شاخه ایست از باد معروف ۱۲۰ روزه سیستان که از اواسط اردیبهشت شروع شده و تا اوایل پاییز ادامه دارد. این باد با قدرتی بسیار، مداوم و شبانه‌روزی می‌وزد و تنها بادی است که می‌تواند آسیاب‌ها را به سرعتی بسیار به چرخش درآورد. برخی از پژوهشگران معتقدند بادهای ۱۲۰ روزه سیستان در دوره گرم سال یعنی از ۱۵ خرداد تا ۱۵ مهر به مدت ۱۲۰ روز می‌وزد. آس باد بنایی است شکل گرفته از خشت و گل و متشکل از دو واحد ساختمانی شامل سالن اصلی آس باد در طبقه همکف و محفظه محیط چرخ و پره در پشت بام. ورودی طبقه همکف در جهت مخالف وزش باد قرار دارد و در حقیقت اتاقی است که در آن قطعات متحرک آس باد و سنگ‌های بزرگ و مدور قرار دارد و در نقطه‌ای دیگر از این مکان انبارک گندم یا غله دیده می‌شود. بخش فوقانی آسخانه نیز شامل یک تیر عمودی و یک تیر افقی بر روی چرخ و پره می‌باشد. پره در مناطقی مانند خواف از چوب ساخته می‌شود اما در نهبندان و مناطق گرمسیر از شاخه‌های درخت خرما به عنوان پره استفاده می‌شود. آسبادها معمولاً در کنار هم و متصل به یکدیگر ساخته می‌شوند که یکی از دلایل آن مقاومت در برابر بادهای ۱۲۰ روزه است.
- منطقه گردشگری روستای رزداب

روستای زرداب در فاصله ۳۰ کیلومتری شمال خواف واقع شده است. این روستا در منطقه‌ای کوهستانی و خوش آب وهوا قرار دارد و دارای پوشش متنوع گیاهی در فصول باران می‌باشد. در این ییلاق آبشاری جاری است که به آبشار رزداب مشهور شده است. این آبشار در ناحیه زرداب مناظر چشم‌انداز و بدیعی را به وجود آورده است.
- مسجد رباط زیارت

این مسجد جزئی از یک مجموعه معماری شامل رباط، خانقاه، آب‌انبار و سقابه می‌باشد که در ۷ کیلومتری روستای فدک واقع است و جاده آن از روستای فرح آباد (روح آباد) عبور می‌کند. معماری بنا مشتمل بر تالار وسیعی است که بر فراز دیوار سنگی آن قاب سرتاسری آجری ایجاد شده و کتیبه‌ای آجری به شیوه کوفی در داخل قاب جای داده شده است. در حال حاضر بخش جنوبی تالار و ایوان تبدیل به فضای معماری با کاربردی جدید شده اما از آثار و شواهد چنین برمی آید که در سمت شمالی تالارایوانی وجود داشته و در انتهای ایوان محرابی با کتیبه برجسته گچی بوده است. این بنا در بررسی‌های سال ۱۳۶۷ کشف و در همان سال تثبیت و استحکام بخشی شد.
- کوشک سلامه

تا پیش از سال ۱۳۲۶ ش این بنا در زیر تلی از خاک پنهان بوده تا اینکه خاک برداری و تجدید بنای آن آغاز می‌شود. کوشک مزبور مشتمل بر سه طبقه بوده که فوقانی‌ترین اشکو به آن بازسازی گردیده است. پس از آن محوطه سازی کوشک انجام شد. بنا بر شواهد طبقه دوم عمارت با وجود اتاق‌ها و فضاهای متعدد مکانی برای زندگی ساکنین در آن بوده و طرحی چلیپایی دارد. باز پیرایی بنای مزبور با نمای آجری سبب گردیده این بنا ظاهر ابنیه دوره صفویه را پیدا کند. اما به استناد متون دوران اسلامی این بنا از سده ششم در این مکان وجود داشته است.
- بند سلامه

این بنای تاریخی در ۶ کیلومتری شمال شرق روستای سلامه قرار دارد و مقارن با نظام الملک خوافی وزیر سلطان حسین بایقرا در اواخر سده نهم هجری بنیان گردید. دیواره بند از مصالح سنگ و ساروج ساخته و طول آن بیش از ۳۰۰ متر و عرض تاج آن حدود ۴ متر است. ساختار این سازه در مسیر کالی بنا شده که آبهای ارتفاعات جنوبی کردیال را از طریق خیرآباد به دشت سلامی می‌رساند. اما آب سد از طریق یک کانال انحرافی تأمین می‌گردد. امروزه این مکان به دلیل آب فراوان، خاک حاصلخیز و آب و هوای مطلوب به عنوان یک تفرجگاه آبی در خواف مشتاقان طبیعت را به سوی خود جلب می‌کند.
- منطقه گردشگری روستای نیازآباد

در فاصله ۴۵ کیلومتری شرق خواف و در ۱۹ کیلومتری جنوب سنگان منطقهٔ ییلاقی روستای نیازآباد واقع شده است. این ناحیه از باغات پسته پوشیده شده و بافت روستایی کهن زیبایی مضاعفی بخشیده است. در منطقه روستای نیازآباد تپه‌ای موسوم به قلعه شاپور و آرامگاه مجد ماضی نیز قرار دارد.
- طبیعت و درختان چنار کهنسال روستای خواجه وراب نیز از جاذبه‌های گردشگری و تفریحی شهرستان خواف می‌باشد.
- ازدیگر جاذبه‌های آن تنگل مهرآباد و تنگل خرگرد می‌باشد.